# Browney Gill
Der Browney Gill ist ein Wasserlauf im Lake District, Cumbria, England.
Der Browney Gill entsteht südlich des Great Knott. Er fließt zunächst in östlicher Richtung, bis er dann auf der Höhe der Pikes of Bliscoe, die er westlich passiert, mit der Mündung des Abflusses des Red Tarn in eine nördlich Richtung wechselt, in der er bis zu seiner Vereinigung mit dem Buscoe Sike und Crinkle Gill zum Oxendale Beck fließt.